# Galoppwechsler

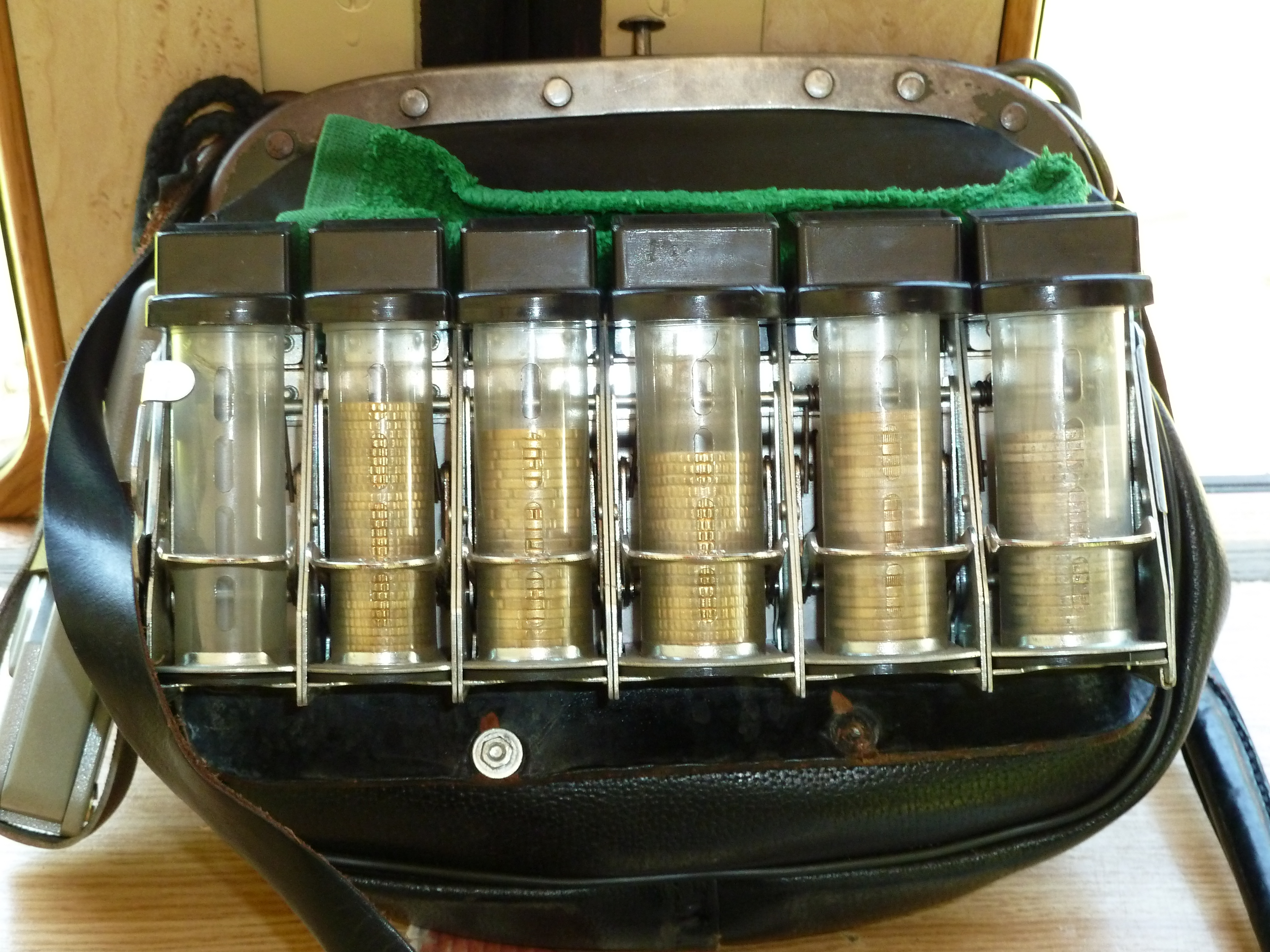
Schaffnertasche mit Galoppwechsler

Als Galoppwechsler oder Schnellwechsler werden manuell bediente Münzgeldwechsler bezeichnet. Geräte, die der Schaffner vor der Brust trägt, werden auch Brustwechsler genannt.
Der Galoppwechsler wurde von Alfred Krauth entwickelt und im Jahre 1956 zum Gebrauchsmuster angemeldet.

## Beschaffenheit
Galoppwechsler bestehen aus vier bis sechs Metall- oder Kunststoffröhren für die verschiedenen Münzwerte, die oben je einen Einwurfschlitz haben und unten einen Hebelmechanismus, der bei Betätigung eine Münze freigibt. Es gibt auch Ausführungen mit einem zweiten Hebel pro Röhre, der mehrere Münzen gleichzeitig freigibt; dadurch wird das Abzählen von Wechselgeld vereinfacht.

## Verwendung
Ab den 1920er Jahren benutzten Schaffner beim  Abfertigen der Fahrgäste Galoppwechsler, die an Umhängetaschen befestigt waren. Später wurden sie auch stationär am Schaffnersitz eingesetzt.
Seit der Umstellung auf Einmannbetrieb werden Galoppwechsler hauptsächlich als auswechselbarer Einsatz für den Zahltisch am Fahrerplatz einer Straßenbahn oder eines Omnibusses verwendet. Von Schaffnern werden sie heute noch bei Großveranstaltungen mit erhöhtem Personenaufkommen im öffentlichen Personennahverkehr oder bei Fahrten mit historischen Fahrzeugen benutzt.

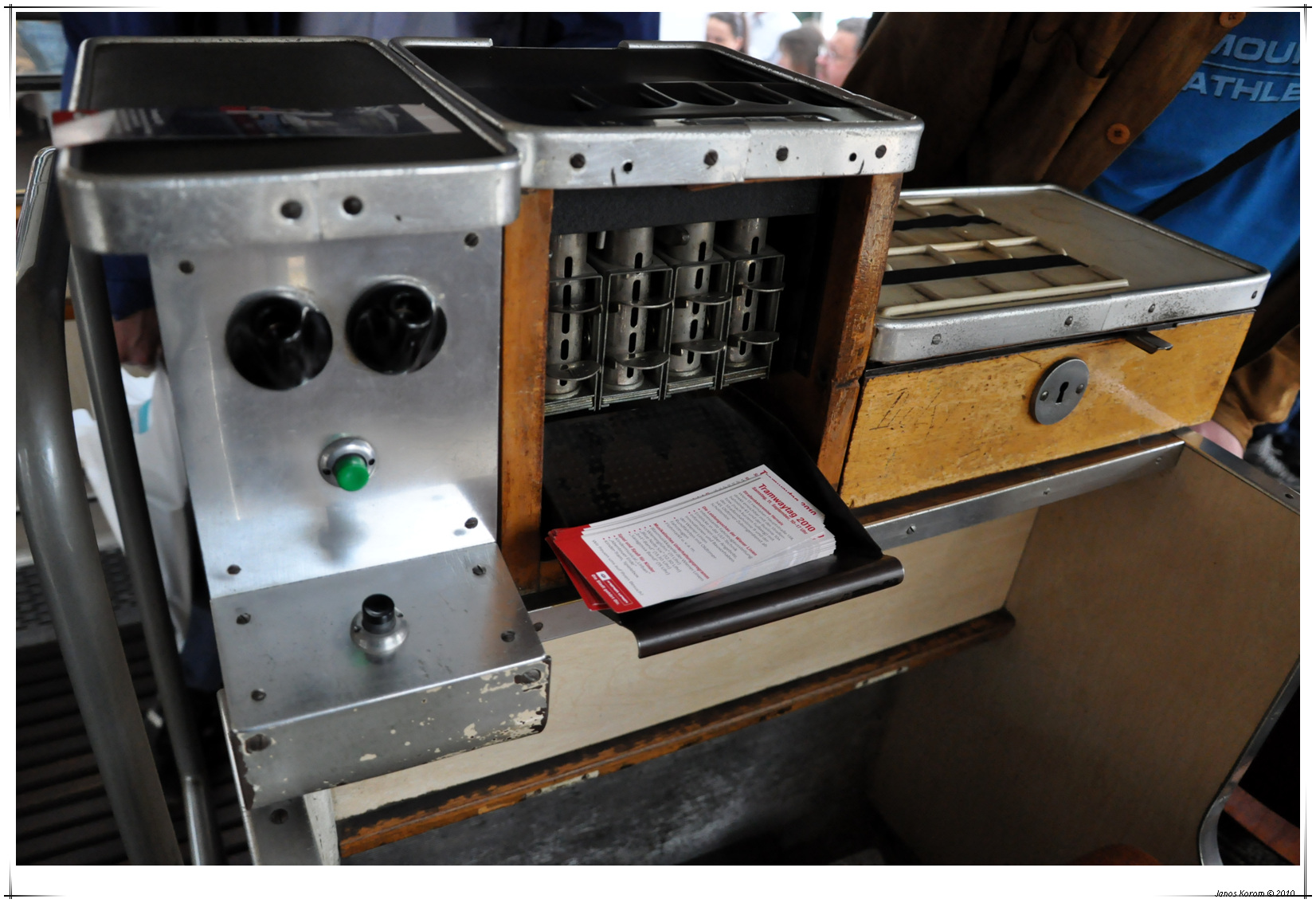
Fest eingebauter Galoppwechsler im Pult eines Schaffnersitzes
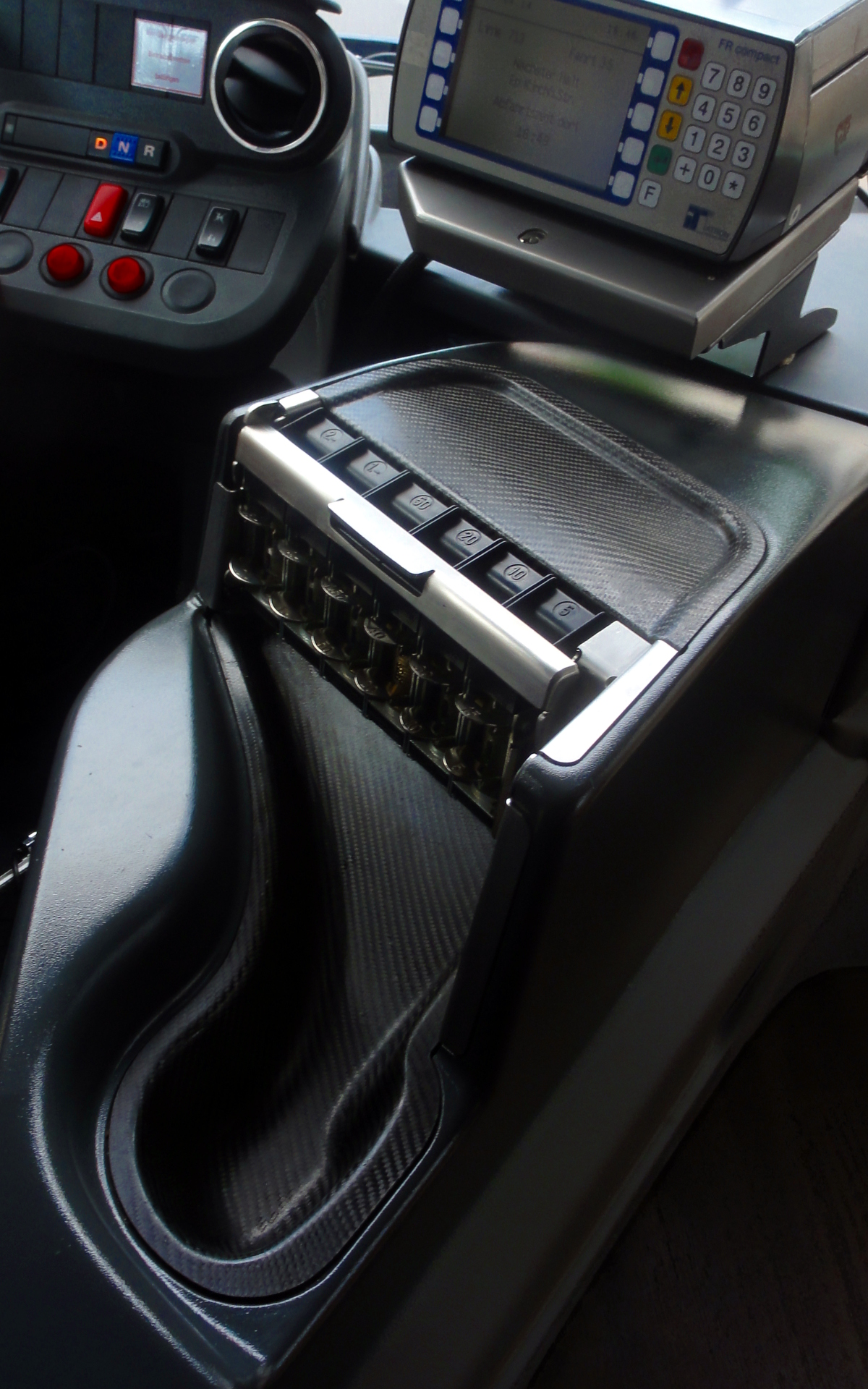
Galoppwechsler als herausnehmbarer Einsatz in einer Fahrertür